# Bédel Moyimbouabéka
Bédel Achille Moyimbouabéka (Brazzaville, 8 novembre 1977) è un ex calciatore della Repubblica del Congo, di ruolo difensore.

## Carriera

### Club
Ha giocato fino al 1997 nel Patronage Sainte Anne. Nel 1997 si è trasferito al Vita Club. Nel 1999 è passato al FC 105 Libreville. Nel 2000 è stato acquistato dal Rouen. Nel 2003 è stato ingaggiato dal CMS Oissel, con cui ha concluso la propria carriera nel 2008.

### Nazionale
Ha debuttato in Nazionale l'8 gennaio 1995, in Repubblica del Congo-Niger (3-1). Ha messo a segno la sua prima rete con la maglia della Nazionale il 23 aprile 2000, in Repubblica del Congo-Guinea Equatoriale (2-1), siglando la rete del momentaneo 1-0 nel settimo minuto del primo tempo. Ha partecipato, con la Nazionale, alla Coppa d'Africa 2000. Ha collezionato in totale, con la maglia della Nazionale, 22 presenze e due reti.

## Statistiche

### Cronologia presenze e reti in Nazionale
| Cronologia completa delle presenze e delle reti in nazionale ― Rep. del Congo | Cronologia completa delle presenze e delle reti in nazionale ― Rep. del Congo | Cronologia completa delle presenze e delle reti in nazionale ― Rep. del Congo | Cronologia completa delle presenze e delle reti in nazionale ― Rep. del Congo | Cronologia completa delle presenze e delle reti in nazionale ― Rep. del Congo | Cronologia completa delle presenze e delle reti in nazionale ― Rep. del Congo | Cronologia completa delle presenze e delle reti in nazionale ― Rep. del Congo | Cronologia completa delle presenze e delle reti in nazionale ― Rep. del Congo |
| Data                                                                          | Città                                                                         | In casa                                                                       | Risultato                                                                     | Ospiti                                                                        | Competizione                                                                  | Reti                                                                          | Note                                                                          |
| ----------------------------------------------------------------------------- | ----------------------------------------------------------------------------- | ----------------------------------------------------------------------------- | ----------------------------------------------------------------------------- | ----------------------------------------------------------------------------- | ----------------------------------------------------------------------------- | ----------------------------------------------------------------------------- | ----------------------------------------------------------------------------- |
| 08-01-1995                                                                    | Brazzaville                                                                   | Rep. del Congo                                                                | 3 – 1                                                                         | Niger                                                                         | Qual. Coppa d'Africa 1996                                                     | -                                                                             |                                                                               |
| 22-01-1995                                                                    | Accra                                                                         | Ghana                                                                         | 3 – 1                                                                         | Rep. del Congo                                                                | Qual. Coppa d'Africa 1996                                                     | -                                                                             |                                                                               |
| 30-07-1995                                                                    | Brazzaville                                                                   | Rep. del Congo                                                                | 0 – 2                                                                         | Ghana                                                                         | Qual. Coppa d'Africa 1996                                                     | -                                                                             |                                                                               |
| 08-04-1996                                                                    | Brazzaville                                                                   | Rep. del Congo                                                                | 2 – 1                                                                         | RD del Congo                                                                  | Amichevole                                                                    | -                                                                             |                                                                               |
| 02-06-1996                                                                    | Brazzaville                                                                   | Rep. del Congo                                                                | 2 – 0                                                                         | Costa d'Avorio                                                                | Qual. Mondiali 1998                                                           | -                                                                             |                                                                               |
| 16-06-1996                                                                    | Abidjan                                                                       | Costa d'Avorio                                                                | 1 – 1                                                                         | Rep. del Congo                                                                | Qual. Mondiali 1998                                                           | -                                                                             |                                                                               |
| 03-10-1998                                                                    | Windhoek                                                                      | Namibia                                                                       | 0 – 1                                                                         | Rep. del Congo                                                                | Qual. Coppa d'Africa 2000                                                     | -                                                                             | 78’                                                                           |
| 10-11-1999                                                                    | Libreville                                                                    | Rep. del Congo                                                                | 2 – 1                                                                         | Guinea Equatoriale                                                            | Amichevole                                                                    | -                                                                             |                                                                               |
| 11-11-1999                                                                    | Libreville                                                                    | Rep. del Congo                                                                | 0 – 2                                                                         | Ciad                                                                          | Amichevole                                                                    | -                                                                             |                                                                               |
| 13-11-1999                                                                    | Libreville                                                                    | Gabon                                                                         | 0 – 0                                                                         | Rep. del Congo                                                                | Amichevole                                                                    | -                                                                             | 34’                                                                           |
| 14-11-1999                                                                    | Libreville                                                                    | Rep. Centrafricana                                                            | 4 – 2                                                                         | Rep. del Congo                                                                | Amichevole                                                                    | -                                                                             |                                                                               |
| 28-11-1999                                                                    | Libreville                                                                    | Rep. del Congo                                                                | 2 – 1                                                                         | Togo                                                                          | Amichevole                                                                    | -                                                                             |                                                                               |
| 25-01-2000                                                                    | Lagos                                                                         | Marocco                                                                       | 1 – 0                                                                         | Rep. del Congo                                                                | Coppa d'Africa 2000                                                           | -                                                                             |                                                                               |
| 28-01-2000                                                                    | Lagos                                                                         | Nigeria                                                                       | 0 – 0                                                                         | Rep. del Congo                                                                | Coppa d'Africa 2000                                                           | -                                                                             |                                                                               |
| 03-02-2000                                                                    | Kano                                                                          | Tunisia                                                                       | 1 – 0                                                                         | Rep. del Congo                                                                | Coppa d'Africa 2000                                                           | -                                                                             |                                                                               |
| 09-04-2000                                                                    | Malabo                                                                        | Guinea Equatoriale                                                            | 1 – 3                                                                         | Rep. del Congo                                                                | Qual. Mondiali 2002                                                           | -                                                                             |                                                                               |
| 23-04-2000                                                                    | Pointe-Noire                                                                  | Rep. del Congo                                                                | 2 – 1                                                                         | Rep. del Congo                                                                | Qual. Mondiali 2002                                                           | 1                                                                             | 7’                                                                            |
| 09-07-2000                                                                    | Kinshasa                                                                      | RD del Congo                                                                  | 2 – 0                                                                         | Rep. del Congo                                                                | Qual. Mondiali 2002                                                           | -                                                                             |                                                                               |
| 16-07-2000                                                                    | Pointe-Noire                                                                  | Rep. del Congo                                                                | 5 – 1                                                                         | Ruanda                                                                        | Qual. Coppa d'Africa 2002                                                     | 1                                                                             | 26’                                                                           |
| 09-03-2000                                                                    | Pointe-Noire                                                                  | Rep. del Congo                                                                | 1 – 2                                                                         | Sudafrica                                                                     | Qual. Coppa d'Africa 2002                                                     | -                                                                             |                                                                               |
| 08-10-2000                                                                    | Curepipe                                                                      | Mauritius                                                                     | 1 – 2                                                                         | Rep. del Congo                                                                | Qual. Coppa d'Africa 2002                                                     | -                                                                             |                                                                               |
| 28-01-2001                                                                    | Pointe-Noire                                                                  | Rep. del Congo                                                                | 1 – 2                                                                         | Tunisia                                                                       | Qual. Mondiali 2002                                                           | -                                                                             |                                                                               |
| Totale                                                                        |                                                                               | Presenze                                                                      | 22                                                                            |                                                                               | Reti                                                                          | 2                                                                             |                                                                               |

## Palmarès

### Club

#### Competizioni nazionali
- Campionato di calcio della Repubblica Democratica del Congo: 1

Vita Club: 1997
- Campionato gabonese di calcio: 1

FC 105 Libreville: 1999